# Ferdinand Lips
Ferdinand Lips (* 17. März 1931 in Zürich oder Schlieren; † 29. September 2005 in Zürich) war ein Schweizer Bankier und internationaler Goldmarktexperte. Er gilt als Vertreter des klassischen Goldstandards.

## Leben
Ferdinand Lips besuchte die Handelsschule und machte eine Ausbildung bei der Schweizerischen Volksbank. Mit 22 Jahren wechselte er zur JP Morgan Bank in Paris, anschliessend zur Dominion Bank in Toronto und kam, 28-jährig, zurück nach Zürich zur Bank Julius Bär. 1968 war er Mitbegründer und Direktor der Rothschild Bank in Zürich, wo er für eine exklusive Privatkundschaft das Goldgeschäft aufbaute. 1987 eröffnete er in Zürich mit der Bank Lips AG (neu: Privatbank Bellerive AG) seine eigene Bank. 1994 stieg er in Südafrika ins Goldminengeschäft ein.
1998 verkaufte Lips seine Bank der Graubündner Kantonalbank. Im Jahr 2000 gründete er die Lion Capital Group in Zürich und betrieb ab 2003 einen Gold-Investmentfonds, der zu einem der höchstdotierten seiner Art wurde. Lips war im Vorstand afrikanischer Goldminenfirmen und verwaltete die Foundation for the Advancement of Monetary Education (FAME) in New York.

## Werke
Lips Buch Gold Wars, das 2001 in englischer Sprache erschien, wurde international bekannt. 2003 erschien es in deutscher Übersetzung unter dem Titel Die Gold-Verschwörung. Das Buch ist mittlerweile auch noch in weiteren Sprachen erschienen, u. a. auf Japanisch und Chinesisch.
Er warnte vor einer Finanzkrise, bei der das Papiergeld wertlos und das Gold wieder wichtigstes Zahlungsmittel werden würde. In der Gold-Verschwörung schrieb Lips, die USA hätten die Schweiz zum Verkauf ihrer Goldreserven und zur Investition in Dollar gedrängt. Bis zur Revision der Bundesverfassung von 1999 war der Schweizer Franken als eine der letzten Währungen der Welt durch Gold gedeckt gewesen. Weihnachten 2003 schickte Lips jedem Parlamentarier in Bern sowie 200 weiteren Personen sein Buch, um sie dazu zu bewegen, die Goldverkäufe der Nationalbank zu stoppen.

## Publikationen
- Die Goldverschwörung. Kopp Verlag, Rottenburg 2003, ISBN 3-930219-54-9.
- Geld, Gold und die Wahrheit. Fortuna-Finanz-Verlag, Ebmatingen 1994, ISBN 3-85684-070-2.